# 芬兰画报

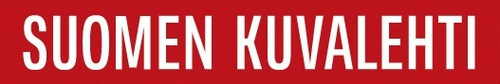
《芬兰画报》的标识

《芬兰画报》（芬蘭語：Suomen Kuvalehti，缩写为“SK”）是一份每周五出版的芬兰杂志，出版商为奥塔瓦媒体公司。该杂志的报道设计芬兰国内外时事、社会、经济、政治、文化及科学等范围。现任主编为马蒂·卡里奥科斯基。

## 历史
第一份以《芬兰画报》为名的杂志出版于1873至1880年间。第二份出版于1894年。
现在的《芬兰画报》创刊于1916年，1934年合并了当时的《民族画报》杂志。